# 西村優菜
西村 優菜（にしむら ゆな、2000年8月4日 - ）は、大阪府堺市出身の日本の女子プロゴルファー。スターツコーポレーション所属（2021年3月1日より）。ミレニアム世代の中心的選手のひとりである。
父親がゴルフ好きだった影響で5歳でクラブを初めて手にする。堺市立原山台東小学校へ進学して1年の時には公式試合に出場していた。

## 経歴

### アマチュア時代
ゴルフに打ち込むきっかけになったのは7歳のときに女子プロゴルフトーナメントのサントリーレディスオープンを観戦した際に宮里藍からボールを貰ったことであった。
小学校6年の時に男子に混じって出場した『TOMAS CUP 2012 フジサンケイジュニアゴルフ選手権大会』で優勝を飾る。堺市立原山台中学校進学後、2014年から『ゴルフアカデミー中島』で中島敏雅プロに師事し本格的にプロを目指す。『全国中学校ゴルフ選手権大会』（山口県・宇部72カントリークラブ）個人戦では5位入賞を果たす。ちなみに中学校時代は東京オリンピックサッカー日本代表選手の谷晃生（FC町田ゼルビア）と3年間同じクラスメイトであった。
2016年、大阪商業大学高等学校進学後に出場した『全日本女子パブリックアマチュアゴルフ選手権』（兵庫県・西神戸ゴルフ場）では安田祐香、稲見萌寧、古江彩佳などを退けて優勝。同年の『第49回日本女子オープンゴルフ選手権競技』（栃木県・烏山城カントリークラブ）ではプロに混じって6位タイ入賞を果たす。これが日本ゴルフ協会の目に留まり、2017年からアマチュアナショナルチーム入りすることとなる。
2017年、第72回国民体育大会ゴルフ競技（愛媛県・エリエールゴルフクラブ松山）では大阪府チームのメンバーとして出場し、団体戦・個人戦ともに優勝を果たしている。
2018年、ナショナルチームメンバーとして『トヨタジュニアゴルフワールドカップ2018』に出場、安田祐香、古江彩佳、(ミレニアム世代)とのトリオで団体戦で優勝、個人戦では優勝した安田に次いで3位入賞という好成績を挙げた。同年はまた『世界女子アマチュアゴルフチーム選手権』（アイルランド）に安田・吉田優利とのトリオで出場、準優勝となった。
2019年、高校卒業時に出場したリバーズデールカップ（オーストラリア・リバーズデール）では日本人選手初優勝を果たしている。高校卒業後はプロ入りを決意し、6月にアマチュア最後に出場した日本女子アマチュアゴルフ選手権競技（エリエールゴルフクラブ松山)では、シード選手ながら7位タイで終わった 優勝は西郷真央。 11月の最終テストに進出すると最終日に10位タイから浮上し、2位でプロテスト合格を果たした。そして2020年シーズンのJLPGAツアー出場権を争うQTファイナルステージでは48位で迎えた最終日にチャージを見せて「67」を出し、21位に入って2020年シーズン前半戦のツアー出場権を確保した。
2019年12月9日の入会式を経て、2020年1月1日付で正式に日本女子プロゴルフ協会に入会（登録）し、名実共にプロゴルファーとなった。

### プロ入り後
プロ1年目シーズンは、「樋口久子 三菱電機レディス」に於いて最終日に首位でスタートした勝みなみとの6打差をひっくり返す大逆転勝ちでのプロ初優勝を飾った。
12月にはLPGA米メジャー出場（参照）
2021年3月1日付でスターツコーポレーション所属となる。同年5月の国内メジャー大会「ワールドレディスチャンピオンシップ」（茨城ゴルフ倶楽部・東コース）に於いて最終日2位からスコアを伸ばし、レクシー・トンプソン（アメリカ合衆国）が2016年の同大会で優勝した時の13アンダーを更新する14アンダーのトーナメントレコードでのメジャー大会初制覇となるツアー2勝目を挙げた。またこの優勝により2022年シーズンから3年間のシード権を獲得した。ワールドレディスの後は勝ち星が挙げられずにいたが、9月の「住友生命Vitalityレディス 東海クラシック」では雨天による短縮が入ったために2日間36ホールでの競技となったが、初日の15位から一気の大まくりで「63」のスコアを出し、首位との5打差をひっくり返す逆転劇でのツアー3勝目を挙げた。その翌週のミヤギテレビ杯ダンロップ女子オープンゴルフトーナメントでは初日に首位でスタートし、最終日まで守り抜くと共に、通算15アンダーのトーナメントレコードをマークしてプロ初となる2週連続優勝を3日間トップでの完全優勝でツアー4勝目を挙げた。この年は賞金ランキング5位、メルセデスランキング4位の成績で次年度シード権を獲得した。
2022年シーズンは開幕戦のダイキンオーキッド、KKT杯バンテリンレディスオープンなどでの優勝争いはあったが、なかなか結果が出ないままに迎えた6月のニチレイレディスで森田遥との優勝争いを制し、史上12人目のボギーなし、大会新記録の17アンダーでシーズン初優勝となるツアー5勝目を挙げた。6月最終週27日のロレックス世界ランキングで50位以内（38位）に入り米メジャー（欧州）2戦の出場権を獲得した。その欧州メジャー2連戦前の日本国内の試合となったニッポンハムレディスクラシックでは初日の8番ホールでホールインワンを達成して勢いに乗り、首位で迎えた最終日も追いすがる野澤真央を振り切って今季2勝目（ツアー6勝目）を挙げた。
2022年10月12日、来季のアメリカ女子ゴルフツアーの出場権を得るための最終予選会にエントリーした事を表明。
同年12月1日から2週に渡りアメリカで開催された最終予選会に挑み、24位となり限定的ではあったが来季の出場権を獲得。
2023年3月23日から開催された、ドライブオン選手権でアメリカツアーデビュー。
以降、夏過ぎまでは予選通過はするものの、上位には入れない試合が続いていたが、2回のリシャッフルはクリア。
同年9月の東海クラシックで3位に入り、ここから復調のきっかけをつかみ、再渡米後の同月29日からのNWアーカンソー選手権3位、10月のビュイックLPGA上海8位とトップ10入りを果たす等して、CMEポイントランキング80位以内の選手に与えられる2024年シーズンのシード権獲得を確実なものにすると同時に、2023年シーズン最終戦のCMEグループツアー選手権への出場権も獲得する。
シーズン最終戦のCMEグループツアー選手権でも13位と上位に入り、CMEポイントランキングは48位となって2024年シーズンのシード権を獲得した。

## LPGA米メジャー出場
2020年12月10日 - 14日
ロレックス女子ゴルフ世界ランキング（ワールドゴルフランキング）75位以内での出場権でLPGAメジャー全米女子オープン に出場したが、予選落ちした。
2022年6月2日 - 5日
ロレックスランキング75以内の出場権で全米女子オープン【パインニードルズ・ロッジ&GC 6638ヤード パー71 】に出場したが（73−73）トータル4オーバーでカットラインに1打足りず2度目の予選落ちを喫した。
7月21日 - 24日
ロレックスランキング50位以内の出場権でアムンディ・エビアン選手権【エビアンリゾートGC 6527ヤード パー71】に出場しメジャー3度目の挑戦で初の予選通過をし66−73−68−66 トータル11アンダーの戦績で15位タイに入った。
8月4日 - 7日
ロレックスランキング50位以内の出場権でAIG女子オープン【ミュアフィールド 6680ヤード パー71】に出場。エビアンからミュアフィールドに移動の際空港で預けた荷物が紛失する 。予選ラウンドを77−69で廻りトータル4オーバーで予選落ちした。
| 年度 | シェブロン選手権 | 全米女子オープン | 全米女子プロ選手権 | エビアン選手権 | 全英女子オープン |
| ---- | ---------------- | ---------------- | ------------------ | -------------- | ---------------- |
| 2020 | ー               | 予選落ち         | ー                 | ー             | ー               |
| 2021 | ー               | ー               | ー                 | ー             | ー               |
| 2022 | ー               | 予選落ち         | ー                 | 15位タイ       | 予選落ち         |
| 2023 | 56位タイ         | 予選落ち         | 39位タイ           | 予選落ち       | 21位タイ         |
| 2024 | 67位タイ         | 39位タイ         | 予選落ち           | 44位タイ       | 予選落ち         |
| 2025 | 44位タイ         | 予選落ち         | 61位タイ           | ー             | ー               |

## トーナメント優勝

### ツアー優勝

#### JLPGAツアー（6）
| No. | Date          | Tournament                                             | スコア                 | 2位との差 | 2位（タイ）                    |
| --- | ------------- | ------------------------------------------------------ | ---------------------- | --------- | ------------------------------ |
| 1   | 2020年11月1日 | 樋口久子 三菱電機レディスゴルフトーナメント            | −11（69-71-65=205）    | 1打差     | 勝みなみ                       |
| 2   | 2021年5月9日  | ワールドレディスチャンピオンシップ                     | −14（69-69-69-67=274） | 3打差     | 稲見萌寧、 臼井麗香、 大里桃子 |
| 3   | 2021年9月19日 | 住友生命Vitalityレディス 東海クラシック                | −10（71-63=134）       | 2打差     | 植竹希望、 大里桃子            |
| 4   | 2021年9月26日 | ミヤギテレビ杯ダンロップ女子オープンゴルフトーナメント | −15（66-65-70=201）    | 3打差     | 淺井咲希                       |
| 5   | 2022年6月18日 | ニチレイレディス                                       | −17（65-68-66=199）    | 3打差     | 森田遥                         |
| 6   | 2022年7月10日 | ニッポンハムレディスクラシック                         | −18（67-67-66-70=270） | 1打差     | 野澤真央                       |

※太字は公式戦

## JLPGA年間順位
| 年度    | 出場試合数 | メルセデス ランキング | 獲得賞金            | 平均 ストローク数 | 優勝回数 | 備考                                |
| ------- | ---------- | --------------------- | ------------------- | ----------------- | -------- | ----------------------------------- |
| 2020-21 | 51試合     | 2813.06pt（4位）      | ¥175,257,855（5位） | 70.8637（5位）    | 4回      | Top10回数22回（2位） 初シード権獲得 |
| 2022    |            |                       |                     |                   |          |                                     |

## プロフィール
- 出身：大阪府堺市。
- 家族：父・母・姉・弟の5人。
- 師匠：中島敏雅
- 所属：スターツコーポレーション
- スポンサー：ダイフク
- スポンサー：サニクリーン
- スポンサー：住友生命
- 用具：キャロウェイゴルフ
- ウェア：キャロウェイ（スポーツ衣料）
- マネジメント：JOINT ONE[2]
- 学歴：大阪商業大学高等学校[27]卒業。

## テレビ出演
- ゴルフサバイバル - トッププロ大集結SP（BS日テレ）